# Inge C. Pohl
Inge C. Pohl (* Mai 1941 in Reichenberg, Reichsgau Sudetenland) ist eine österreichische bildende Künstlerin und ehemalige Kunstpädagogin.

## Leben und Wirken
Pohl wuchs in Oberösterreich auf und absolvierte ihre Studien an der Akademie der bildenden Künste Wien und an der Universität Wien.  Seit 1964 in Tirol/Innsbruck, seit 1987 in Grinzens wohnhaft. Von 1972 bis 2005 war sie Professorin für künstlerische Gestaltung an der Fakultät für Architektur an der Universität Innsbruck.
Ihr künstlerisches Wirken erstreckt sich auf Fotografie, Grafik, Installation, Keramische Plastik, Malerei und Objekte in verschiedensten Techniken. Zwischen 1989 und 1993 beteiligte sie sich an Wettbewerben zu Kunst am Bau, wobei einige Werke auch realisiert wurden. Die Künstlerin präsentierte ihre Werke ab 1967 in Ausstellungen vor allem in Westösterreich. Sie war zunächst Mitglied der Innviertler Künstlergilde und schloss sich nach ihrer Übersiedlung 1967 der Tiroler Künstlerschaft an.

## Ausstellungen (Auswahl)
Die Künstlerin präsentierte ihre Werke an renommierten Ausstellungsplätzen:
- Hegeflächen, Ausstellungen in Graz und Innsbruck (1984) und im Künstlerhaus Bregenz (1985)
- Neue Bilder, Künstlerhaus Bregenz (1985)
- Gleichnisse (1990)
- Allerleirauh, Bilderauswahl 1986 bis 1991, Kunstpavillon Innsbruck (1991)
- Installationsprojekt Bildzerreißproben mit Ausstellung Exodus, Kunsthalle Innsbruck (1991)
- Naturnah, Objekt/Foto/Installation, Kunstpavillon Innsbruck, u. a. mit Erostrophäeninstallationen als Jagdtrophäen (1999)

## Publikationen (Auswahl)
Bei den Publikationen der Künstlerin handelt es sich überwiegend um Kataloge, die im Zusammenhang mit der Ausstellungstätigkeit entstanden sind, sowie Institutspublikationen:
- Hegeflächen, Fotoarbeiten mit malerischem Konzept, Texte: O. Hochreiter, H.J. Horn (1984)
- Neue Bilder, Malereikatalog, Texte: Gert Ammann und H.J. Horn  (1985)
- Allerleirauh, Ausstellungskatalog, Text: Günther Dankl (1991)
- Transzendenzen (1997)
- Naturnah (1999)